# Evelin Hagoel
Evelin Hagoel, née le 27 janvier 1961 à Casablanca (Maroc), est une actrice israélienne.
Elle est apparue dans plus d'une vingtaine de films depuis 2001.

## Filmographie (sélection)
| Année | Titre                                     | Rôle  | Remarques       |
| ----- | ----------------------------------------- | ----- | --------------- |
| 2005  | What a Wonderful Place (Eize Makom Nifla) |       |                 |
| 2009  | Sumô (A Matter of Size)                   | Geula |                 |
| 2016  | The Women's Balcony                       | Etti  |                 |
| 2018  | Laces                                     |       |                 |
| 2019  | Our Boys                                  |       | Série télévisée |

## Distinctions
- (en) Evelin Hagoel: Awards, sur l'Internet Movie Database